# 山海關戰鬥 (北洋政府時期)
山海關戰鬥發生於1924年10月6日—9日，地點則是在中國冀東北。是北洋政府時期內戰之一，交戰兩方為直一軍彭壽華部、葛樹屏部及奉一路、奉三路。戰鬥末了，直軍敗退黃土嶺後，吳佩孚北上督軍，而奉軍則攻佔山海關。